# Кулябки
Кулябка — малороссийский дворянский род, восходящий к XVII веку. 
Потомство Ивана Кулябки, мещанина и арендатора Лубенского (1653). Род внесён в VI часть родословных книг Полтавской и Саратовской губерний. Сильвестр (Кулябка) (1701 или 1704—1761) — епископ Русской православной церкви, архиепископ Санкт-Петербургский и Шлиссельбургский, епископ Костромской и Галицкий, духовный писатель.
Другой род Кулябка, а также род Кулябко-Корецких — более позднего происхождения. Кулябка-Корецкий, Николай Григорьевич (1846—1931) — русский земский статистик и публицист.

## Описание герба
В голубом поле две стрелы в андреевский крест, сопровождаемые двумя полумесяцами и двумя звездами накрест.
Нашлемник: вооружённая мечом рука; щитодержатель: слева воин.